# Charlie McDermott
Charles Joseph McDermott Jr. (West Chester, Pensilvânia, 6 de abril de 1990) é um ator norte-americano de televisão e cinema, mais conhecido por interpretar Axl Heck na série de televisão The Middle.

## Vida e carreira
Crescendo em uma família croata, ele cursou brevemente o ensino médio no Salesianum em Wilmington, Delaware, antes de se matricular e se formar na 8PA Leadership Charter School (PALCS), uma escola cibernética da Pensilvânia. Ele se mudou para Los Angeles aos 16 anos.
Desde 2004, ele trabalha em uma ampla gama de séries de televisão, incluindo The Office e Private Practice. Seus maiores papéis até hoje são como Axl Heck no programa de TV The Middle, Wild Bill em Desaparecimentos e TJ Eddy em Frozen River. Em 2008, ele recebeu uma indicação ao Independent Spirit Award como Melhor Ator Coadjuvante por sua atuação no filme Frozen River

## Filmografia
| Ano  | Título                   | Papel               | Nota                         |
| ---- | ------------------------ | ------------------- | ---------------------------- |
| 2004 | The Village              | Garoto de 10 anos   |                              |
| 2005 | Keeping Up with the Kids | Sneaky              | Curta-metragem (4 minutos)   |
| 2006 | Disappearances           | Wild Bill Bonhomme  |                              |
| 2007 | The Ten                  | Jake Johnson        |                              |
| 2007 | All Along                | Tom Harrison        |                              |
| 2008 | Holy Sapien              | Phineas             | Curta-metragem (25 minutos)  |
| 2008 | Frozen River             | Troy J. 'T.J.' Eddy | Longa -metragem (97 minutos) |
| 2008 | Sex Drive                | Andy                |                              |
| 2010 | Hot Tub Time Machine     | Chaz                |                              |
| 2010 | Morning                  | Jesse               |                              |
| 2010 | Good Grief               | Jack Hinkler        | Curta-metragem               |
| 2014 | ImagiGARY                | Henry               |                              |
| 2014 | Bad Summer               |                     |                              |

## Televisão

### Série
| Ano         | Título           | Papel           | Temporada - Episódio |
| ----------- | ---------------- | --------------- | -------------------- |
| 2004        | Windy Acres      | Jovem Gerald    | Elenco principal     |
| 2005        | Franklin Charter | Wes             |                      |
| 2008        | The Office       | Estudante       | 4 - 17               |
| 2009        | Medium           | Brandon Whitman | 5 - 7                |
| 2009        | Little Hollywood | Richie Seaman   | Piloto               |
| 2009        | Private Practice | Bobby Douglas   | 2 - 21               |
| 2009 - 2018 | The Middle       | Axl Heck        | Elenco principal     |

### Telefilme
| Ano  | Título                             | Papel        | Nota |
| ---- | ---------------------------------- | ------------ | ---- |
| 2008 | Generation Gap                     | Corey Miller |      |
| 2009 | Captain Cook's Extraordinary Atlas | Pale Boy     |      |
| 2009 | Safe Harbor                        | David Porter |      |